# Колонщина
50°27′0″ пн. ш. 29°57′36″ сх. д. / 50.45000° пн. ш. 29.96000° сх. д.
Коло́нщина — село Макарівської селищної громади Бучанського району Київської області. Розташоване на лівому березі річки Бучанка на Маренних горбах. Відстань до центру громади — 10 км, до обласного центру — 34 км. Відстань від села до Брест-Литовського шосе — 3 км. Площа населеного пункту — 454,8 га, кількість дворів — 568. Населення станом на 01.01.07 р. — 874 осіб.

## Історія

### Легенди
Територія Колонщинської сільської ради є однією з найцікавіших із точки зору археології місцевостей. Увага до села була прикута ще з середини XIX століття. Тут виявлено 9 курганів і 4 городища часів Київської Русі.
Один із пагорбів на південний схід від Колонщини поряд з автомагістраллю «Київ—Чоп» у народі досі називають Батиєвою горою. За легендою, 1240-го року предки колонців дали бій татаро-монголам, яких очолював хан Батий. Намет хана стояв на горі, яку через це назвали Батиєвою. Загиблі в цьому бою поховані в семи могилах-курганах, про які розказано вище.
На честь цієї події село, яке зараз зветься Колонщиною, спочатку називали Колійщина.

### Перші письмові згадки
У 1608 році Микола Івашенцевич-Макаревич склав заповіт, у якому поділив маєтність між трьома синами. Олександрові Макаревичу мали дістатися Борисів (Мотижин), Копилів, а також Лоєвий Ріг, Курган, Селище, Старий Городок — населені пункти, які історики ототожнюють з колонськими городищами. А село заснував 1635 року на землях Макаревичів дехто Колонський.

### XVIII—XIX століття
У першій половині XVIII ст. Колонщина належала Казимиру Стецькому, каштеляну Київському, а потім знову стала власністю макарівських володарів.
За народним переказом, у селі проживало дуже багато гайдамаків. Поруч знаходиться і урочище «Гайдамацький довжик», де повстанці І. Бондаренка ховали свої «скарби».
Лаврентій Похилевич зазначає, що Колонщина з 1795 року належала Шимону Мілевському, в 1804 році перейшла у власність до Домініка Шимановського. Після його смерті селом володів Карл Росцішевський, який в 1834 р. продав його статському раднику Камінському. У 1844 р. він перепродав його колезькому асесору, адвокату М. І. Рихлінському. В 1880 р. Рихлінський продав село дійсному статському раднику І. І. Рахманінову.
Метричні книги, клірові відомості, сповідні розписи церкви св. Іоанна Богослова с. Колонщина Макарівської волості Київського пов. Київської губ. зберігаються в ЦДІАК України.

### ХХ століття
На початку XX ст. в селі було 229 хат, діяв невеликий млин, який належав Якову Столяру. До 1906 р. в селі була трирічна церковно-парафіяльна школа. У 1906—1907 рр. побудували нову початкову школу. Будівництво вело Міністерство освіти. Керував нею в цей час священик Романовський. В селі був також шинок.
Наприкінці 1917 р. між селянами була розподілена поміщицька земля, організатором цього був А. С. Пазюк — червоноармієць, учасник Петроградського перевороту.
У 1917—1921 рр. село було ареною визвольних змагань. В бою із денікінцями загинуло 60 червоноармійців, яких було поховано на сільському кладовищі в братській могилі. В серпні 1920 р. через село проходили поляки. В навколишніх лісах діяли українські повстанці Мироненко Гавронський (Яблочко), Гонта, Ю. Мордалевич, Орлик, Струк.
У 1922 р. було створено сільську раду, першим головою було обрано М. Ю. Компанця. В селі діяв і Комітет сільської бідноти, який очолював Я. К. Приймак. У 1930 році Колонщинська школа стала восьмирічною. Її першим директором був Іван Дмитрович Бурденний — через два роки перший редактор районної газети.
Перша сільськогосподарська артіль «Комуна» була зареєстрована в Колонщині наприкінці 1923 року. Колективізація позначилася створенням колгоспу «Нове життя» в 1929 році. Його головою був Горбачук Семен Ничипорович. П'ятеро одноосібників, які не хотіли йти до спільного господарства, засуджені на різні терміни ув'язнення. Велику допомогу в створенні і зміцненні колгоспу надавали робітники Київського заводу «Красний пахарь», вони подарували селянам сівалки, приїздили допомагати працювати. Пізніше на території Колонщини було створено два колгоспи: «Нове життя», та імені Воровського. У 1950 р. ці два колгоспи об'єдналися в «Ленінський шлях».
Майже 200 селян забрав Голодомор 1932—33 років. Багатодітні сім'ї Ткаченків, Малородів, Сторожчуків, Бадюків стали жертвами Голодомору. Людей ховали в ямах серед боліт за селом. Труни для них не робили.
1937 рік залишив в історії Колонщини чергову чорну сторінку. У архівах вдалося знайти дані про шістьох жителів села Колонщини, які були заарештовані під час сталінських репресій.

Пам'ятник радянським воїнам 1941—1945

В липні 1941 р. німці підійшли до села. Йдучи з боку Хмільної, залишали на своєму шляху згарища. Під час руху німців, розгорнулася стрілянина, було вбито 3 німецьких і 6 радянських солдат. Наших воїнів було витіснено до Мотижина. Після війни останки загиблих були перенесені у центр села, де тепер споруджено пам'ятник. У Колонщині партизанів не було, а приходили вони зі свого штабу відділення Сабурова, який було розташовано в Мар'янівському лісі. Люди, як могли, допомагали їм харчами і молоком. 7 листопада 1943 р. під час відступу окупанти підпалили село. Згоріло 120 будинків. Мешканці ховалися в окопах. О дев'ятій вечора розпочався бій за село, у ньому загинуло 20 німецьких і один радянський солдат.
184 колонці загинули смертю хоробрих у боротьбі із загарбниками, вісім селян померли на примусових роботах у Німеччині, двоє осіб мирного населення загинули від рук окупантів, 253 мешканці села нагороджені орденами й медалями Радянського Союзу. У 1954 році в Колонщині урочисто відкрили пам'ятник на братській могилі радянських воїнів, а в 1966 — пам'ятник на честь односельців, що не повернулися з фронтів війни.
Розпочалася повоєнна відбудова. З 1946 по 1953 рік колгосп було відновлено. У 1950 р. село було повністю електрифіковано. Відбудували понад 10 громадських будівель для тваринництва і збереження хліба, збудовано медпункт, дитячі ясла, сільський магазин. Колгосп мав значні успіхи в роботі, отримував непогані прибутки, тому отримав можливість придбати необхідну кількість нової техніки. У 1959 р. було завершено будівництво нового цегляного корівника, кінного автогаража. А в 1960 р. почав працювати будинок культури на 250 місць.
В «Історії міст і сіл Української РСР» про Колонщину початку 1970-х було подано таку інформацію:

| Колонщина - село, центр сільської Ради, розташоване за 13 км від районного центру. До найближчої залізничної станції Немішаєве - 18 км. Населення - 931 чоловік. Сільраді підпорядковані населені пункти Березівка, Мар'янівка Миколаївка. У селі - центральна садиба колгоспу «Ленінський шлях», що має 3900 га землі, у т.ч. орної - 2107 га. Основний напрям господарства - м'ясо-молочний. Артіль вирощує також картоплю, льон. Розвинуте городництво, садівництво, бджільництво. Ланкова В. Я. Кохан нагороджена в 1971 році орденом Жовтневої Революції. У Колонщині є восьмирічна школа, клуб, бібліотека[4]. |
У 1986 році будівельні організації міста Херсона в стислі строки звели в Колонщині 204 будинки для 420 переселенців із сіл Розсоха та Іловниця Чорнобильського району. ю частину села було названо «Таврією».
24 серпня 1991 року Україну було проголошено незалежною республікою. Почався новітній розвиток державності. В Колонщині активізувалася робота Будинку культури, характерною рисою діяльності якого стало відродження народних звичаїв і традицій. Значну роль в цьому відіграє народний ансамбль «Полісяночка», заснований ще у 80-х роках, яким керують Валентина Миколаївна і Микола Васильович Гуменюки. У 1996 році в спеціально обладнаному приміщенні в центрі села відновила роботу українська православна церква Київського патріархату в ім'я Іоанна Богослова.

### XXI століття
У березні 2006 р. сільським головою була обрана Юлія Василівна Пелешок, яка з великою відповідальністю ставиться до своєї роботи. За час її головування створено комунальне підприємство «Колонщина-сервіс», яке займається водопостачанням і водовідведенням, перевезенням вантажів, благоустроєм села, здійсненням земельних робіт, надає інші послуги; створено соціальну службу за проектом Євросоюзу «Кожній дитині в Україні», яка опікується дітьми з неблагополучних сімей; прокладено 2 кілометри автодоріг із твердим покриттям й відремонтовано усі дороги на території сільської ради; проведено опалення до Будинку культури, сільської ради, фельдшерсько-акушерського пункту села Березівка; замінено вікна в школі, обладнано комп'ютерний клас, відремонтовано чотири класи, придбано меблі, збудовано нову церкву УПЦ-МП. У Колонщині проведено вуличне освітлення, будуються котеджні містечка.
Згідно з Указами Президента України № 250/2007 «Про заходи у зв'язку з 75-ми роковинами Голодомору 1932—1933 років в Україні» від 28 березня 2007 року і № 431/2007 «Про заходи у зв'язку з 70-ми роковинами Великого терору — масових політичних репресій 1937—1938 років» від 21 травня 2007 року Колонщинська сільська рада 5 червня відкрила пам'ятний знак на вшанування всіх жителів громади, які загинули в різні часи від рук різних поневолювачів рідної землі.
26 квітня 2011 року, на 25 річницю аварії на ЧАЕС, у Колонщині було встановлено пам'ятник ліквідаторам наслідків Чорнобильської катастрофи. Автори пам'ятника Олесь Сидорук і Борис Крилов.
27 лютого 2022 року село було окуповане російськими військами. 
31 березня 2022 року село було звільнене від окупантів Збройними силами України.

## Населення

### Мова
Розподіл населення за рідною мовою за даними перепису 2001 року:
| Мова            | Кількість | Відсоток |
| --------------- | --------- | -------- |
| українська      | 897       | 95.32%   |
| російська       | 43        | 4.57%    |
| інші/не вказали | 1         | 0.11%    |
| Усього          | 225       | 100%     |

## Відомі земляки
Козленко Леонтій Іванович (1898 — після 1921) — підпоручник Армії УНР. Народився 1896 року у с. Колонщина, де й мешкав після 21 листопада 1921 року. Займався сільським господарством.
Квітуча колонська земля виплекала багатьох синів і дочок, закоханих у рідний край. Це люди, завдяки яким маленьке українське село відоме не тільки в Україні, а й далеко за її межами. Литвин С. П., Барчук М. Д. — підполковники, Приймак П. А., Приймак Г. Н., Барчук А. Г. — полковники, Левченко М. Д. — льотчик-полярник, Сторощук В. М. — майор, Кохан В. К. — лікар-терапевт, Приймак А. З., Барчук О. Д., Кохан М. Д., Барчук І. Д. — вчителі, Барчук В. В., Старовойт В. К. — прокурори.
У селищі Таврія мешкає Шкляр Микола Андрійович — художник-аматор, конструктор літаків та інших літальних апаратів.
У Колонщині певний час проживав майбутній художник — Адлер Степанович Корольов.
Село Колонщина здавна славилося майстрами вишивки, лозоплетіння, ткацтва, декоративно-прикладного мистецтва. Майже в кожній хаті стояв ткацький верстат. Нитки використовували для ткацтва рушників, наволочок, полотна для чоловічого та жіночого одягу. Не можна не згадати таких майстрів, як: Левченко О. Т. — займалася ткацтвом. Петрук Є. Д. — майстер вишивки, писанкарства. Лугиня А. О. — майстер лозоплетіння, декоративно-прикладного мистецтва. Барчук У. Г. — швачка, шила верхній жіночий і чоловічий одяг. Борисенко К. — виготовляв взуття.